# Tour de Lombok
Le Tour de Lombok est une course cycliste à étapes, organisée en Indonésie sur l'île de Lombok. Créée en 2017, l'épreuve fait partie de l'UCI Asia Tour en catégorie 2.2.

## Palmarès
| Année | Vainqueur     | Deuxième              | Troisième       |
| ----- | ------------- | --------------------- | --------------- |
| 2017  | Nathan Earle  | Benjamín Prades       | Davide Rebellin |
| 2018  | Álvaro Duarte | Muhammad Zawawi Azman | Jahir Pérez     |